# Đurđic (Ivanska)
Đurđic (magyarul: Gyurgyic) falu Horvátországban Belovár-Bilogora megyében. Közigazgatásilag Ivanskához tartozik.

## Fekvése
Belovártól légvonalban 12, közúton 20 km-re délre, községközpontjától 4 km-re keletre, Ivanska és a Nartai tórendszer között fekszik.

## Története
A település és plébániája már a középkorban is létezett. 1334-ben a Zágrábi egyházmegyéhez tartozó plébániák összeírásában „ecclesia beati Georgii” alakban említik. 1501-ben Bálint nevű plébánosát „Valentinus plebanus de Hemovcz” néven említik. A falu középkori Hemovec neve már korábban, 1400-ban és 1499-ben is szerepel. A települést és középkori templomát 1552-ben elpusztította a török. A lakosság az ország biztonságosabb északnyugati területeire menekült. A térség ezt követően közel száz évig lakatlan volt.
A falut a török kiűzése után a 17. század közepén katolikus horvát lakossággal telepítették be. 1774-ben az első katonai felmérés térképén „Dorf Gyurgyicz” néven szerepel. Nevét Szent György tiszteletére szentelt templomáról kapta. A Horvát határőrvidék részeként a Kőrösi ezredhez tartozott. Lipszky János 1808-ban Budán kiadott repertóriumában „Gyurgyicz” a neve.  
Nagy Lajos 1829-ben kiadott művében ugyancsak „Gyurgyicz” néven 81 házzal, 412 katolikus vallású lakossal találjuk. A település 1809 és 1813 között francia uralom alatt állt.
A katonai közigazgatás megszüntetése után Magyar Királyságon belül Horvátország része, Belovár-Kőrös vármegye Belovári járásának része lett. A településnek 1857-ben 410, 1910-ben 455 lakosa volt. Lakói mezőgazdaságból, állattartásból éltek. 1918-ban az új szerb-horvát-szlovén állam, majd később Jugoszlávia része lett. 1941 és 1945 között a németbarát Független Horvát Államhoz, majd a háború után a szocialista Jugoszláviához tartozott. A háború után a fiatalok elvándorlása miatt lakossága folyamatosan csökkent. 1991-től a független Horvátország része. 1991-ben lakosságának 98%-a horvát nemzetiségű volt. A délszláv háború idején mindvégig horvát kézen maradt. 1993 óta az önálló Ivanska község része, azelőtt Csázma községhez tartozott. 2011-ben a településnek 203 lakosa volt.

## Lakossága
| Lakosság változása | Lakosság változása | Lakosság változása | Lakosság változása | Lakosság változása | Lakosság változása | Lakosság változása | Lakosság változása | Lakosság változása | Lakosság változása | Lakosság változása | Lakosság változása | Lakosság változása | Lakosság változása | Lakosság változása | Lakosság változása |
| ------------------ | ------------------ | ------------------ | ------------------ | ------------------ | ------------------ | ------------------ | ------------------ | ------------------ | ------------------ | ------------------ | ------------------ | ------------------ | ------------------ | ------------------ | ------------------ |
| 1857               | 1869               | 1880               | 1890               | 1900               | 1910               | 1921               | 1931               | 1948               | 1953               | 1961               | 1971               | 1981               | 1991               | 2001               | 2011               |
| 410                | 378                | 399                | 435                | 403                | 455                | 445                | 418                | 488                | 465                | 512                | 459                | 354                | 282                | 258                | 203                |

## Nevezetességei
Szent György vértanú tiszteletére szentelt római katolikus kápolnája középkori eredetű, már 1334-ben említik. A középkori templomot lerombolta a török és csak a 17. században betelepülő horvát lakosság építette újjá barokk stílusban. 1701-ben a štefanjei plébánia részeként említik újra. Kisméretű, keletelt, egyhajós épület félköríves szentéllyel, fa harangtoronnyal. Az épület védett műemlék.

## Kultúra
- A település gazdag népi hagyományokkal rendelkezik. Ma is őrzik a "Đurđara" népszokását. Szent György nap alkalmából fiatalok friss hajtású bükkfaágakból font kosárral énekelve járják a falu házait köszöntve az ott élőket. Szent György napi dalokat énekelnek.
- 1931-ben alapították az Ogranak művelődési egyesületet, melyet 2005-ben KUD "Sloga-Đurđic" néven alapítottak újra. Ma tíz idősebb és 28 fiatal taggal, valamint 5 fős tamburazenekarral működik.